# 张亮 (唐朝)

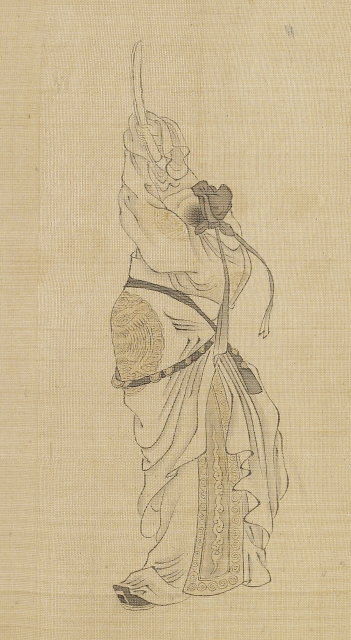
张亮

張亮（6世纪?—646年4月17日），鄭州滎陽人（今河南省鄭州市惠济区），唐朝初期名将、政治家。凌烟阁二十四功臣之一。後以反罪处斩。

## 生平
隋朝大業末年，張亮投靠李密瓦岗军，任驃騎将軍。618年，跟随李世勣降唐，任鄭州刺史。当时王世充已经奪取鄭州，張亮逃亡共城山。之后检校定州別駕。621年，李世勣討劉黑闥，命張亮守相州，劉黑闥勢強，張亮棄城逃亡。
由于房玄龄的推薦，秦王李世民召張亮入天策府，任車騎将軍。太子李建成与秦王李世民的斗争白热化时，張亮受命去洛陽，密結山東豪傑以備政局之变。齐王李元吉告发，高祖李淵派遣属吏拷問張亮，張亮没有泄密，不久被释放。
太宗李世民即位后，任右衛将軍、封長平郡公。631年，累進御史大夫、转光禄卿、進封鄅国公、受益州食邑五百户。歴任豳、夏、鄜三州都督。633年，進金紫光禄大夫、相州大都督長史。637年，徙封鄖国公。640年，太宗召张亮入朝，任工部尚書。641年，任太子詹事，出任洛州都督，侯君集谋反被杀后，張亮任刑部尚書，参与朝政，成为宰相。
644年，唐太宗征讨高句丽，張亮频諫，太宗不纳，并拜其为平壤道行軍大总管。率兵自莱州出发，越海至遼東半島登陸，攻陷卑沙城（今辽宁大连），向建安城（今辽宁营口）進軍。高句麗军劫营，張亮胆小，「無計策，但踞胡床，直視而無所言」吓得不敢动弹。将士们误以为張亮镇定，在副将张金树带领下击退了高句麗军。太宗归国，至并州，将張亮逮捕，但並未細究其過。
起初，張亮弃故妻，新娶李氏。李氏与一少年歌手私通，張亮将这个少年歌手作为養子、名慎幾。張亮之子張顗多次劝諫其父，張亮不听。李氏好巫覡，干涉政事。張亮为相州大都督長史的时候，養子公孫節向他说了「弓長之主當別都」讖言。張亮认为相州是东魏、北齐的旧都，「弓長」（張）是自己的姓氏，心中就有了一丝不臣之心。术士程公穎说張亮臥时若龍，必得大贵。張亮大喜。
646年陕州人常德告发張亮養五百義子，意图不轨。太宗命馬周調查此事确凿。太宗与百官議論，定張亮为死罪。646年4月17日，張亮在長安西市处斬。

## 家族

### 夫人
- 李氏

### 子女
- 张顗，字慎微
- 张氏，第二女，嫁尚乘奉御罗馀庆

## 延伸阅读
[在维基数据编辑]
 《舊唐書·卷69》，出自刘昫《舊唐書》
 《新唐書·卷094》，出自《新唐書》
 在维基共享资源阅览影像